# Мајндерт Хобема
Мајндерт Хобема (хол. Meindert Hobbema; Амстердам, 1638 — 1709) био је холандски сликар. Његов рад представљају готово искључиво пејзажи.  

## Биографија
О његовом животу и раду није познато много. 
Мајндерт Хобема се са 30 година 2. новембра 1668. оженио служавком Елтије Винк у Старој цркви у Амстердаму. Кумови су били младин брат и Јакоб ван Ројсдал. Може се претпоставити да су Ројздал и Хобема били пријатељи и да је Ројздал био учитељ сликања Хобеми. Хобема и Елтије су имали четворо деце. Елтије је умрла 1704, а Хобема децембра 1709. Обоје су сахрањени на сиротињском гробљу у Амстердаму. 
У реализацији свог сликарског заната Хобема је био изузетно стрпљив. Са изузетном пажњом је примећивао детаље у шуми, живицама, млиновима и језерима. Једини начин на који је ово могао да оствари је да данима посматра природу и куће под разним условима дневног светла и у разним годишњим добима. Боје његових пејзажа су уздржане и строге, обично у маслинастим или сивим тоновима. У контрасту са колоритом стоји изузетна пажња која је посвећена богатом сликању лишћа. Светлост кроз облаке суптилно обасјава пејзаж, понегде потпуно, а понегде делимично. Често се призори његових слика огледају у барама. Постоји мишљење да Хобема није сликао ликове у својим пејзажима, већ је овај посао остављао другима. 
Позната је његова слика Пут између топола (Алеја код Миделхарниса) из 1681. где је приказао пошумљене пределе које је обогатио млиновима, каналима и фигурама стафажа. 